# 唐熙
唐熙（?—?），西晋魯国鄒縣人（今山东邹城市）人。
祖父唐台，曹魏兖州泰山郡太守。父亲唐彬，西晉雍州刺史。唐熙官至太常丞，娶前凉的奠基人凉州刺史张轨之女，永嘉末年，五胡乱华，于是定居凉州。其子唐輝在前凉为凌江将军。定居晋昌郡。即晋昌唐氏的始祖。唐契、唐和兄弟是他的六世孙。十世孙唐邕、十二世孙唐俭、十二世孙唐臨、十三世孙唐休璟。